# ميثيل سيلينوسيستئين
ميثيل سيلينوسيستئين هو مركب كيميائي ينتمي إلى الأحماض الأمينية غير البروتينية، وهو مشتق ميثيلي من سيلينوسيستئين.

## الوفرة الطبيعية
يوجد هذا الحمض الأميني طبيعياً في الثوم والبصل؛ كما يعثر عليه في عدة أجناس من الملفوفيات وكذلك في الخميرة.

## الأثر الحيوي
توجد بعض الأبحاث المنشورة التي تربط بين السيلينيوم في ميثيل سيلينوسيستئين وبين مقاومة بعض أنواع الأورام السرطانية.